# Boletinellaceae
Boletinellaceae (рус. Болетинелловые) — семейство грибов, входящее в порядок Болетовые (Boletales).

## Описание
- Плодовые тела однолетние, шляпконожечные, мясистые, напоминают таковые у семейств Suillaceae и Boletaceae.
- Шляпка гладкая или бархатистая, окрашенная в желтоватые или буроватые тона. Гименофор трубчатый, нисходящий на ножку, иногда вдавленный вокруг неё, желтоватого или буроватого цвета.
- Ножка центральная или эксцентрическая, окрашена под цвет шляпки, обычно гладкая.
- Споровый порошок оливково-коричневого цвета. Споры эллиптической формы, с гладкой поверхностью, неамилоидные. Базидии булавовидной формы, четырёхспоровые. У некоторых видов присутствуют склероции.

## Экология
Представители семейства — сапротрофы, произрастающие на корнях деревьев и гниющей древесине. Обычно не образуют микоризу, однако известны случаи образования эктомикоризы с бобовыми деревьями.

## Таксономия
Boletinellaceae с филогенетической точки зрения ближе к Sclerodermataceae, чем к Boletaceae.

### Роды
- Boletinellus Murrill, 1909
- Phlebopus (R. Heim) Singer, 1936 — Флебопус